# Zezinho Corrêa
Zezinho Corrêa, nombre artístico de José Maria Nunes Corrêa (Carauari, 21 de mayo de 1951 - Manaus, 6 de febrero de 2021) fue un cantante brasileño, conocido por formar parte de la banda Carrapicho.

## Trayectoria
Zezinho nació en Carauari en el interior del Amazonas. El artista inició su carrera como actor, luego de realizar un curso de formación en Río de Janeiro. Zezinho actuó en varios musicales hasta que invirtió en su carrera como cantante y, a mediados de la década de 1980, se unió al grupo Carrapicho, junto a los músicos Roberto Bopp y Nill Cruz, que estalló en la década de 1990 con el éxito “Tic, Tic Tac”. .También invirtió en una carrera en solitario, produciendo proyectos musicales. Entre los aspectos más destacados se encuentran la participación en el musical “Boi de Pano”, durante el Festival de Ópera Amazonas del 2000; grabando el CD en solitario en 2001 en el Teatro Amazonas y participando en el musical navideño “Ceci ea Estrela” en 2017.

## Muerte
Zezinho murió el 6 de febrero de 2021 en Manaos a la edad de 69 años, luego de complicaciones por COVID-19 en medio de la pandemia de esta enfermedad en Brasil.